# Orthoceratoidea
Orthoceratoidea — вимерлий підклас головоногих молюсків, що існував у палеозойській ері. Включає 5 рядів: Dissidocerida, Orthocerida, Pseudorthocerida, Ascocerida та Lituitida.